# البحرية الملكية التايلاندية
 البحرية الملكية التايلاندية ّ(بالتايلاندية:กองทัพเรือ) هي البحرية التايلاندية المتفرعة من المؤسسة العسكرية للمملكة تايلاند وتقوم بحماية الحدود البحرية التايلاندية والمياه الإقليمية وتتألف من ثلاث فروع إدارية
- القيادة الأولى للملكية البحرية التايلاندية - مسؤولة عن الجزء الشمالي من خليج تايلاند.[1]
- القيادة الثانية للملكية البحرية التايلاندية - مسؤولة عن الجزء الجنوبي من خليج تايلاند.
- القيادة الثالثة للملكية البحرية التايلاندية - مسؤولة عن بحر أندامان/المحيط الهادئ.

## التاريخ
تعود نشأة القوة البحرية التايلاندية إلى أواخر القرن التاسع عشر واليوم تقع القاعدة المركزية الأكبر للبحرية التايلاندية في قاعدة ستاهيب التي تبعد عن بانكوك تقديريا 200كيلومتر والقيادة المركزية في العاصمة بانكوك وتعتبر تايلاند الدولة الوحيدة في جنوب شرق آسيا التي تملك حاملة طائرات وتقيم البحرية التايلاندية مناورات سنوية مشتركة مع البحرية الأمريكية.

### حاملة الطائرات
في 27 مارس 1922 وقعت تايلاند اتفاقية مع إسبانيا لإنشاء حاملة طائرات بتكلفة إجمالية تبلغ 336,000,000 دولار أمريكي، وسُلمت الحاملة التي أطلق عليها اسم «شاكري دينستي» (بالتايلاندية: จักรีนฤเบศร) تكريماً لسلالة شاكري التي تحكم مملكة تايلاند منذ عام 1782 ميلادي وحتى وقتنا الحاضر، ونظراً لظروف الأزمة الاقتصادية التي مرت بها القارة الآسيوية في عام 1997 أُجل تشغيل الحاملة شكيري وأعيد تشغيلها اعتباراً من عام 2010.